# Чере (Долина Аосте)
Чере је насеље у Италији у округу Долина Аосте, региону Долина Аосте.
Према процени из 2011. у насељу је живело 11 становника. Насеље се налази на надморској висини од 1596 м.